# Antígona (filla de Feres)
Antígona (Ἀντιγόνη) fou filla de Feres, i es va casar amb Piremos o Cometes amb el que va esdevenir mare de l'argonauta Astèrion.